# 2022 UY14
2022 UY14 ist ein Asteroid, der zu den Erdnahen Asteroiden (Apollo-Typ) zählt und am 28. Oktober 2022 von Mount Lemmon Survey (IAU-Code G96) entdeckt wurde. Der Asteroid wird (Stand: 4. März 2025) auf der NEO Risk List mit einer Einschlagswahrscheinlichkeit von 1 zu 32679 am 28. April 2043 geführt. Der Durchmesser des Asteroids wird auf etwa 30 bis 60 Meter geschätzt. 